# Дом вверх дном
«Дом вверх дном» (англ. Bringing Down the House) — американская романтическая комедия.
Не рекомендуется детям до 13 лет.

## Сюжет
Трудоголик в возрасте Питер Сандэрсон знакомится с девушкой Шарлин через «сеть». С надеждами на светлое семейное будущее Питер назначает новой знакомой встречу у себя дома. Намечается романтический ужин при свечах. Каково же удивление Питера, когда на встречу приходит не стройная красавица-блондинка, а пышногрудая темнокожая грубиянка, недавно сбежавшая из тюрьмы. Питер тут же гасит свечи и просит Шарлин покинуть его дом, но та просит его о помощи, ведь Питер — профессиональный адвокат. Шарлин объясняет, что попала в тюрьму по ложному обвинению, и именно поэтому познакомилась в Сети с адвокатом. Поначалу Питер отказывается помогать заключённой, но со временем между ним и Шарлин возникают очень дружеские и тёплые чувства. Вдобавок друг и коллега Питера по уши влюбляется в знойную негритянку, поэтому у Питера просто не остаётся выбора…

## В ролях
| Актёр           | Роль              |
| --------------- | ----------------- |
| Стив Мартин     | Питер Сандэрсон   |
| Куин Латифа     | Шарлин Мортон     |
| Юджин Леви      | Говви Ротмэн      |
| Джоан Плаурайт  | Вирджиния Арнесс  |
| Джин Смарт      | Кейт Сандэрсон    |
| Кимберли Браун  | Сара Сандэрсон    |
| Ангус Джонс     | Джорджи Сандерсон |
| Бетти Уайт      | миссис Клайн      |
| Мисси Пайл      | Эшли              |
| Майкл Розенбаум | Тодд              |